# Élections cantonales françaises de 1895
Des élections cantonales se sont déroulées en France les 28 juillet et 4 août 1895.

## Tableau récapitulatif des résultats pour les Conseils Généraux
| Partis politiques ou coalitions | Partis politiques ou coalitions | Sortants | Premier tour | Second tour | Total | Total |
| Partis politiques ou coalitions | Partis politiques ou coalitions | Sortants | Sièges       | Sièges      | Total | Total |
| ------------------------------- | ------------------------------- | -------- | ------------ | ----------- | ----- | ----- |
|                                 | Socialistes                     |          | 12           | 14          | 26    |       |
|                                 | Radicaux                        |          | 156          | 25          | 181   |       |
|                                 | Républicains modérés            |          | 831          | 63          | 894   | 93    |
|                                 | Ralliés                         |          | 65           | 9           | 74    |       |
|                                 | Monarchistes                    |          | 236          | 27          | 263   | 93    |
|                                 |                                 |          |              |             |       |       |
| Total                           | Total                           | 1 443    | 1 304        | 139         | 1 443 |       |

## Gains de conseils généraux
| Partis politiques ou coalitions | Partis politiques ou coalitions | Présidences sortantes | Présidences élues | Total | Total         |              |    |    |    |               |
| ------------------------------- | ------------------------------- | --------------------- | ----------------- | ----- | ------------- | ------------ | -- | -- | -- | ------------- |
| Partis politiques ou coalitions | Partis politiques ou coalitions | Présidences sortantes |                   | Total | Total         | Républicains | 85 | 85 | 85 | en stagnation |
|                                 | Monarchistes                    | 5                     | 5                 | 5     | en stagnation |              |    |    |    |               |
|                                 |                                 |                       |                   |       |               |              |    |    |    |               |
| Total                           | Total                           | 90                    | 90                | 90    |               |              |    |    |    |               |

Les républicains, de toutes nuances, dirigeaient 85 conseils avant le scrutin.
Les monarchistes gardent leur majorité dans cinq départements :
1. Les Côtes-du-Nord
2. La Loire-Inférieure
3. Le Maine-et-Loire
4. Le Morbihan
5. La Vendée

### Sources et bibliographie
- L'Ouest-Éclair - Le Temps - Le Radical